# Vítor Jorge
Vítor Jorge (1949-29 de dezembro de 2018 (69 anos)), conhecido como Mata-sete, foi um assassino em massa português que matou sete pessoas e tentou matar mais uma. As suas vítimas foram mortas à paulada, facada e tiro; entre estas estavam a sua mulher, filha e amante. Os investigadores pensam que o crime teve motivos religiosos e misóginos.
O caso foi chamado de Massacre na Praia de Osso da Baleia pois parte dos homicídios ocorrerem na respectiva praia homónima. Vítor Jorge foi condenado à pena máxima da altura, 20 anos, no entanto só cumpriu 14 por bom comportamento tendo sido então libertado. 

## Biografia
Vítor Jorge nasceu a 2 de novembro de 1949. Após o seu nascimento foi abandonado pelos pais, tendo sido criado pelos avós. Aos 5 anos de idade viu o seu tio a afogar as suas duas filhas bebés. Aos 8, a mãe acolhe-o e Vítor vai viver para Lisboa. A sua mãe era uma prostituta e como havia um só quarto, Vítor era obrigado a visualizar os atos sexuais que ela tinha com os clientes. Anos mais tarde, já adulto, Vítor agride fisicamente a sua mãe após esta trazer um homem a casa, acusando-a de estar a minar a relação com ele.
Conheceu a sua mulher, Carminda, em 1968 e os dois tiveram três filhos, duas filhas e um filho. Segundo testemunhos de vizinhos, Carminda era vítima de violência doméstica, ademais Vítor teve várias amantes, uma delas sendo Leonor dos Santos Tomás, uma das futuras vítimas. Profissionalmente, Vítor era bancário do Banco Espírito Santo e Comercial de Lisboa e a tempo parcial era fotógrafo de casamentos e batizados.

## Crimes
No dia 1 de março de 1987, Vítor Jorge assassinou 7 pessoas, uma à paulada, duas à facada e outras quatro a tiro. Entre as vítimas estão a sua mulher, filha mais velha e 5 jovens entre os 17 e 24 anos. Ainda tentou assassinar a filha do meio.

### Massacre na Praia do Osso da Baleia
Uma das amantes de Vítor, Leonor dos Santos Tomás (24 anos), e 4 amigos dela - Luís Teixeira (17), Maria do Céu Araújo (20), Isabel Moreia (21) e José Pacheco (22) - tinham estado a celebrar o aniversário de Leonor no dia anterior. Depois das festividades, já na madrugada do dia seguinte, os jovens seguiram para uma estação de comboios local à boleia de Vítor Jorge, que tinha sido contratado para fotografar a festa. No entanto, este convence-os a ir à Praia do Osso da Baleia.
Quando chegaram à praia, Vítor pega numa caçadeira e dispara sobre José, matando-o primeiro, pois era das Forças Armadas de Portugal e, portanto, podia lhe fazer frente. De seguida, matou a tiro Leonor, Luís e Maria, por esta ordem. Isabel, o último membro do grupo, consegue fugir momentaneamente, mas estando em pânico não conseguiu permanecer em silêncio, e Vítor Jorge seguiu-a pelo som e matou-a à paulada com um pedaço de um pinheiro. Mais tarde, a polícia encontrou uma nota ao lado do corpo de Leonor que lia: "Isto foi porque tu quiseste. Os outros foram por arrastamento."

### Familicídio
Após ter massacrado os cinco jovens na Praia do Osso da Baleia, o criminoso vai para a sua casa, onde iniciou a chacina da própria família. Primeiramente, levou a sua esposa (36 anos) a um pinhal, com o pretexto que tinha atropelado um homem e precisava de ajuda, esfaqueou-a cinco vezes nas costas. Em seguida, levou a filha mais velha, Anabela (16), que teve o mesmo destino. Por fim, levou a filha do meio, Sandra (14), mas esta vê os corpos da mãe e irmã e luta com o seu pai numa tentativa de lhe tirar a faca, acabando por escapar. O filho mais novo, de 10 anos, dormia em casa durante todo o ocorrido.
Sandra, ferida da luta com o seu pai, vai chamar por ajuda. Um homem que ia a passar de carro acolhe-a e chama a Guarda Nacional Republicana. A busca pelo assassino em massa em fuga começa, só tendo fim dois dias mais tarde quando uma antiga vizinha de Vítor Jorge o encontra escondido num casebre em ruínas. Foi detido e levado para o hospital porque estava com febre e ferido de uma perna.

## Diário
Vítor Jorge mantinha um diário onde escrevia principalmente sobre as suas aflições e fantasias criminosas. Enviou o diário um dia após o massacre ao Correio da Manhã, que o publicou às tomas. No envelope em que o despachou continha a nota: "Há sempre um pouco de razão na loucura".
No seu diário, Vítor Jorge planeou vários tipos chacinas, desde a destruir a fábrica de material de guerra de Braço de Prata, a plantar engenhos explosivos em discotecas. Elaborou também um assassinato-suicídio e que neste incluiu uma lista de 12 pessoas que queria matar. Dentro destas, só chegou a concretizar duas, a sua amante e filha. Vítor Jorge chegou a tentar prever os títulos que os jornais iam dar ao seus crimes, "Mensagens desconexas e loucura provoca grande tragédia", "Homem desesperado, depois de assassinar várias pessoas, põe termo à vida" e "Insanidade provoca crimes horríveis".
Um tema comum do diário era a culpabilização das mulheres, dizia que elas vivem somente para o prazer carnal, luxo e ostentação. Acusava a mãe de ter sido infiel e de o obrigar a ver os seus atos de prostituição, a mulher por não ter casado virgem e a filha Anabela por namorar com um homem mais velho e já com um filho. Este justificou o assassinato da sua família com o seguinte pretexto, "Mato a minha mulher porque não era virgem quando casou, mato as minhas filhas para não serem pasto para os prazeres do mundo, poupo o meu filho para perpetuar a semente do mal."
Foram encontrados no diário relatórios médicos, recibos do ordenado, uma mensagem dirigida a Mário Soares, que advogava para a instituição da pena de morte, e outra para o Papa João Paulo II, a condenar as violações dos padres a menores. A última entrada no diário escrevia, "Lamentavelmente consumado e engrossado o início da minha loucura. Médicos, agora acreditam? Osso da Baleia." Vítor Jorge teria procurado ajuda de especialistas, e até mesmo de um padre, mas ninguém levou a sério os seus problemas.

## Julgamento e condenação
Vítor Jorge foi sujeito a inúmeros exames, testes e avaliações psiquiatras para averiguar a sua culpalidade; haviam opiniões divergentes acerca do estado mental de Vítor Jorge, por um lado, Eduardo Cortesão, diretor do Hospital Miguel Bombarda, defendia que Vítor Jorge sofria de uma "doença mental grave", os jornais clamavam que era esquizofrenia. Por outro lado, o psiquiatra, Guilherme Wilson dizia que sintomas psicóticos não estavam presentes, apenas algumas pequenas alterações na personalidade. Esses últimos ganharam o debate e portanto Vítor Jorge poderia ser culpado pelos seus crimes.
O julgamento começou a 15 de dezembro na Comarca de Aveiro, com um júri de oito pessoas, presidido pelo juiz Gregório Simões. Vítor Jorge foi defendido por Mário Ferreira. Em 20 de janeiro de 1988, Vítor Jorge foi condenado a pagar uma indemnização de 1.350 contos aos dois filhos sobreviventes, caso a reivindicassem, e a uma pena de prisão de 17 anos por cada homicídio, totalizando 119 anos. No entanto, devido às alterações no Código de Processo Penal, que entraram em vigor a 1 de janeiro, a pena máxima foi reduzida de 25 para 20 anos, Vítor Jorge foi condenado a 20 anos de prisão efetiva no Estabelecimento Prisional de Coimbra.
Em 3 de outubro de 2001, Vítor Jorge foi libertado em condicional por bom comportamento, após cumprir 14 anos e 6 meses da sua pena. Mudou-se para a casa do filho em Inglaterra. Posteriormente, emigrou para a ilha francesa da Córsega, onde faleceu aos 69 anos, após várias tentativas de suicídio.